# Antônio Cândido de Melo
Antônio Cândido de Melo, primeiro e único barão de Toropi (Vila do Rosário - RS, 30 de maio de 1827 — 17 de agosto de 1917), foi um nobre brasileiro.
Foi tenente-coronel da Guarda Nacional.
Foi agraciado barão por decreto de 16 de maio de 1888.